# Volkersdorf (Wüstung)
Volkersdorf ist eine Wüstung in der Gemarkung des Ortsteils Böhlscheiben der Stadt Bad Blankenburg im Landkreis Saalfeld-Rudolstadt in Thüringen. 

## Lage
Die Wüstung Volkersdorf ist vom Blick des Siegfriedfelsens zur Hünenkuppe einsehbar. Volkersdorf befand sich südlich des Ortsteils Böhlscheiben, beweist das Foto mit folgender Beschriftung: Südansicht Böhlscheibens von der Wüstung Volkersdorf mit Blick zu den Gölitzwänden und dem Baropturm.

## Geschichte
Die im Jahr 1370 erwähnten 14 Wüstungen, darunter Volkersdorf, sind entweder im Schwarzburger Hauskrieg (1448–1450) oder im Dreißigjährigen Krieg (1618–1648) zerstört worden oder die Menschen siedelten im 15. und 16. Jahrhundert um.